# Gonzaga, Lombardiet
Gonzaga är en ort och kommun i provinsen Mantua i regionen Lombardiet i Italien. Kommunen hade 8 995 invånare (2018).